# Glossocardia
Glossocardia é um género botânico pertencente à família Asteraceae.